# The Happiest Days of Our Lives
"The Happiest Days of Our Lives" é uma canção da banda britânica de rock progressivo Pink Floyd. Foi lançada originalmente no álbum de 1979 The Wall.

## Composição
A canção tem aproximadamente 1 minuto e 52 segundos de duração, começando aos 24 segundos com um helicóptero aproximando-se, seguindo de gritos do diretor da escola. Quando Kate Bush tentou adicionar um helicóptero similar ao fadeout de seu single "Experiment IV", seus engenheiros de som não foram capazes de duplicar o overwhelming sound, então, ela pediu a Roger Waters que lhe fosse dada a fita original, e ele as cedeu desde que fosse mencionado nos créditos. Após isso, os efeitos sonoros destacam a letra de modo abrupto. Pela maior parte da canção, o instrumento principal é o baixo elétrico adicionado a um efeito de delay (atraso) e durante a ponte para "Another Brick in the Wall, Parte II", há uma intensa presença de back vocals e da bateria. Devido à suave transição dessa canção para Another Brick In The Wall Pt. II, muitos pensam que ela faz parte de Another Brick In The Wall.
No álbum, "The Happiest Days of Our Lives" é seguida por "Another Brick in the Wall, Part II" com um grito de tom muito alto de Roger Waters (esse grito é repetido posteriormente em Run Like Hell). Por conta dessa sucessão, muitas estações de rádio tocam uma logo após a outra.
No filme, baseado no álbum, o som no começo da canção é descrito como a vinda de um trem entrando em um grande túnel, e não como no álbum, que se ouve um helicóptero. De acordo com Gerald Scarfe, deveria haver um fantoche do professor ao final do túnel, no filme. Alan Parker chegou a assim gravá-lo, porém isso não funcionou, então eles utilizaram o ator que fez o papel do professor na gravação da cena, ao invés de seu fantoche.

## Resumo da trama
Como nas outras canções do The Wall, "The Happiest Days of Our Lives" conta uma parte da história de "Pink", que é o protagonista do álbum. Pink é enviado para uma escola dirigida por professores excessivamente estritos e frequentemente violentos que desejam moldar seus alunos da forma "correta" para a sociedade.

## Versão do filme
Pink e seus dois amigos vão a um trilho de trem para jogar balas nos trilhos e vê-las explodir à medida que os trens passam por cima das balas. Pink, colocando-se contra a parede do túnel, vê que os vagões do trem estão recheados de pessoas sem face, e vê seu professor na outra ponta do túnel, gritando com Pink e ordenando-o que fique parado. Na próxima cena, que acontece na escola de Pink, o professor flagra Pink escrevendo um poema escrito "New car, caviar, four star daydream. Think I'll buy me a football team" (Carro novo, caviar, sonhos de quatro estrelas. Acho que vou comprar um time de futebol para mim), que é um trecho da música "Money" do The Dark Side of the Moon, e como punição, ridiculariza Pink lendo seu poema em voz alta para toda a classe e bate em sua mão com uma régua. A cena seguinte mostra o professor em sua casa, sendo forçado a comer um pedaço de carne dura durante o jantar, sob o comando silencioso de sua esposa. Para aliviar-se dessa frustração, o professor espanca  uma criança com um cinto no dia seguinte. No filme, o diretor da escola não parece ser tão vicioso como no álbum, mas Pink o vê de modo negativo.

## Créditos
- David Gilmour - guitarra,[3] voz secundária[3]
- Nick Mason - surdo, caixa e bombo da bateria[3]
- Roger Waters - baixo com delay,[3] voz principal,[3] voz secundária[3]
- Richard Wright - clavinet,[3] órgão[3]
- James Guthrie - prato de choque[3]